# Chromodesmus woodruffi
Chromodesmus woodruffi är en mångfotingart som beskrevs av Loomis 1977. Chromodesmus woodruffi ingår i släktet Chromodesmus och familjen Rhachodesmidae. Inga underarter finns listade i Catalogue of Life.